# Settoplastica
La settoplastica è un intervento chirurgico effettuato in anestesia generale con lo scopo di raddrizzare il setto nasale. È un'operazione effettuata da un dottore specialista in otorinolaringoiatria della durata di circa mezz'ora e prevede un ricovero ospedaliero di tre giorni (in media).
Ad intervento effettuato il paziente riporta, per tutta la durata del ricovero e spesso anche un paio di giorni in più, due tamponi oppure due placche all'interno delle narici, utili a bloccare la perdita di sangue (e di muco). Le ferite interne infatti non vengono cucite con dei punti, al massimo uno, che si staccherà da solo nella maggior parte dei casi oppure rimosso alla visita di controllo.

Esternamente il naso non presenta cicatrici temporanee o permanenti, né segni dell'intervento chirurgico, a parte un leggero gonfiore che sparirà nel giro di 10 giorni.
Le tecniche chirurgiche, oggi sempre meno invasive, garantiscono danni minimi e tempi rapidi di recupero, ma in ogni caso due aspetti fondamentali del periodo post-operatorio sono costituiti dalla terapia e dal “follow up” di controllo, per monitorare il processo di guarigione. In questa fase è molto utile l'utilizzo dell'acido ialuronico, sostanza naturalmente presente nel nostro organismo, e che garantisce idratazione ed elasticità ai tessuti, oltre a svolgere un'importante azione biostimolante di “remodelling”.
Somministrazioni in forma di nebulizzazione nasale di sodio ialuronato (acido ialuronico) 9 mg APM - Alto Peso Molecolare, per mezzo di appositi strumenti, rendono perciò più rapido e con minori disagi il recupero: di solito un trattamento di 2 settimane è sufficiente per la completa guarigione della mucosa.
L'intervento di settoplastica può essere congiunto alla riduzione di turbinati ipertrofici (e prende il nome di settoturbinoplastica) o alla rinoplastica ovvero la modifica estetica della piramide nasale (e prende il nome di rinosettoplastica).